# María Lopo
María Lopo née à Vigo (Espagne) le 20 novembre 1967, est une essayiste, traductrice et docteur en littérature française à l’université Rennes-II – Haute Bretagne.

## Œuvres
Ses principaux ouvrages sont :
- Fisterra (Rennes, Apogée, 1999)
- Guillevic et sa Bretagne (PUR, Rennes, 2002)
- Vers Compostelle. La Galice (Ouest-France, Rennes, 2002)
- Feminino irregular (Tórculo, Saint-Jacques-de-Compostelle, 2004)
- Cartas no exilio. Correspondencia entre Santiago Casares Quiroga e María Casares (1946-1949) (Baía, La Corogne, 2008)
- Galice & Compostelle, l'autre Finistère (Géorama, Brest, 2009)
- Valente vital (Ginebra, Saboya, París), avec Claudio Rodríguez Fer et Tera Blanco de Saracho, Saint-Jacques-de-Compostelle, Cátedra Valente de la USC, (2014)
- Ensaios en espiral (2014), Saint-Jacques-de-Compostelle, Unión Libre.
- O tempo das mareas. María Casares e Galicia (2016), Saint-Jacques-de-Compostelle, Consello da Cultura Galega.
- Os amores profundos / Les Amours profonds (2016), de Claudio Rodríguez Fer. Préface de María Lopo. Traduction de María Lopo, Annick Boilève-Guerlet, Claude Henri Poullain et Michéle Lefort. Saint-Jacques-de-Compostelle, Editorial Follas Novas.
- Univers Guillevic (2017), Rennes, PUR.

### Ouvrages
- "Fole e o celtismo", Congreso Ánxel Fole. Saint-Jacques-de-Compostelle : Xunta de Galicia, 1997, p. 119-133.
- "Camiñar nas linguas", Faíscas xacobeas, Genève : Éditions Impossibles, 1999, p. 20.
- María Lopo (texte) et Bernard Galéron (photos), Fisterra : Galice, Rennes, éd. Apogée, coll. « Terre celte », octobre 1999, 50 p. (ISBN 978-2-84398-055-8, présentation en ligne)
- Muioc’h kalz eget mil bloaz / Moito máis que mil anos, de Claudio Rodríguez Fer. Introduction de María Lopo. Traduction de María Lopo, Herve ar Bihan, Alan Botrel et Gwendal Denez. Illustrations de Sara Lamas. Col. Skrid. Lesneven: Ed. Hor Yezh, 2000.
- "Paroles dans le noir. L’aventure radiophonique de Samuel Beckett", Galice-Bretagne-Amérique latine. Mélanges offerts à Bernard Le Gonidec, Édition de Jean-Pierre Sánchez. Rennes : Université de Rennes 2 – Haute Bretagne, 2000, p. 161-169.
- La Galice. Photographies d’Yvon Boëlle. Coll. Itinéraires de découvertes. Rennes : Éditions Ouest-France, 2002.
- Guillevic et sa Bretagne. Coll. Plurial, no 13, Rennes : Presses universitaires de Rennes, 2004.
- Feminino irregular. Roles e estereotipos de xénero nos manuais de lingua francesa, Saint-Jacques-de-Compostelle : Tórculo Edicións, 2004.
- Voyages à toi / Viaxes a ti, de Claudio Rodríguez Fer. Traduction de María Lopo et Annick Boilève-Guerlet. Culleredo : AULIGA / Espiral Maior, 2008.
- Cartas no exilio. Correspondencia entre Santiago Casares Quiroga e María Casares (1946-1949), La Corogne : Baía Edicións, 2008.
- Galice & Compostelle, l'autre Finistère, Photographies d’Yvon Boëlle. Brest, Éditions Géorama, (2009).

### Articles
- "A propósito do concepto de literatura bretona en lingua francesa", Boletín galego de literatura, no 15-16, 1996, p. 37-45.
- "O bardo: mito político e literario na poesía bretona contemporánea de lingua francesa", Unión Libre. Cadernos de vida e culturas, no 2, 1997, p. 65-75.
- "Testemuña do celtismo", Á luz da fala, A Nosa Terra, 1997, p. 41-44.
- "L’Union libre de André Breton", Unión Libre. Cadernos de vida e culturas, no 3, 1998, p. 59-69.
- "Claude Henri Poullain : Hispanismo sen fronteiras", Moenia. Revista lucense de lingüística e literatura, vol. 4, 1999, p. 3-8.
- "A lingua francesa na poesía de José Ángel Valente", Moenia. Revista lucense de lingüística e literatura, vol. 6, 2000, p. 31-49.
- "Le Déserteur, de Boris Vian a Renaud. A escuma dos días dunha insubmisión", Unión Libre. Cadernos de vida e culturas, no 5, 2000, p. 161-172.
- "Blues e Gospels. Como sentidos por Marguerite Yourcenar", Unión Libre. Cadernos de vida e culturas, no 6, 2001, p. 95-102.
- "Langue libre lieu", Cahiers galiciens, Centre d’études galiciennes: Université de Rennes 2 – Haute Bretagne, volume 1, juin 2001, p. 59-70.
- "Mareas célticas", Ínsula, no 664, abril 2002, p. 5-6.
- "O lugar", Unión Libre. Cadernos de vida e culturas, no 7, 2002, p. 11-30.
- "La littérature bretonne de langue française", Moenia. Revista lucense de lingüística e literatura, vol. 8, 2002, p. 123-153[2].
- "Conciencia e memoria: A guerra civil española na obra poética de Guillevic", Unión Libre. Cadernos de vida e culturas, no 8, 2003, p. 21-37.
- "Fernández Granell, Eugenio", Gran Enciclopedia Galega, Lugo : tomo XVII, p. 69-72, 2004.
- "O capitán galego de André Sernin", Unión Libre. Cadernos de vida e culturas, no 9, 2004, p. 117-126.
- "Amor e celtismo. Da materia de Bretaña aos amores libres", Unión Libre. Cadernos de vida e culturas, no 10, 2005, p. 11-24.
- "Sexismo y coeducación: La discriminación genérica en los manuales de lengua francesa", Encuentro, no 15, Universidad de Alcalá, 2005, « http://www.encuentro-journal.uah.es/ »(Archive.org • Wikiwix • Archive.is • Google • Que faire ?)
- "María Casares. A Galicia cosmopolita", Unión Libre. Cadernos de vida e culturas, no 11, 2006, p. 153-174.
- "Amparo Segarra. Alén dos Pireneos", Unión Libre. Cadernos de vida e culturas, no 11, 2006, p. 141-151.
- “Der Himmel über Berlin (O ceo sobre Berlín) de Wim Wenders”, Unión Libre. Cadernos de vida e culturas, no 12, 2007, p. 57-62.  (ISSN 1137-1250).
- "Bretagne comme vibration", Nu(e), no 38, Eugène Guillevic, coord. Enza Palamara, décembre 2007, p. 33-37.  (ISSN 1266-7692).
- "No bosque mariño", Boletín da Real Academia Galega, no 368, I : Estudos e investigacións sobre María Mariño, 2007, p. 67-73,  (ISSN 1576-8767).
- "Fillos do exilio", Unión Libre. Cadernos de vida e culturas, no 13, 2008, p. 185-188.  (ISSN 1137-1250).
- "Nolwenn Korbell e a gwerz da Bretaña contemporánea", Unión Libre. Cadernos de vida e culturas, no 14, 2009, p. 49-52.  (ISSN 1137-1250).
- "Trobadoras de Occitania. A voz das damas", Unión Libre. Cadernos de vida e culturas, no 14, 2009, p. 71-84.  (ISSN 1137-1250).
- "Juego de islas. La correspondencia de André Breton y Eugenio Granell", Logosphère. Revue d'Études Linguistiques et Littéraires, vol. 6: Je(ux) et langages, 2010, p. 57-68.  (ISSN 1698-8981).
- "Misivas de bucaneiros. A correspondencia entre Eugenio Granell e Benjamin Péret", Moenia. Revista lucense de lingüística e literatura, vol. 16, 2010, p. 35-82.  (ISSN 1137-2346).